# Joachim Gaudry
Joachim Gaudry, de son nom complet Joachim Antoine Joseph Gaudry, est un avocat, juriste français, bâtonnier de l'ordre en 1850-1851, né à Sommevoire le 9 juin 1790 et mort à Paris le 20 janvier 1875.

## Biographie
Peu après sa naissance à Sommevoire, son père s'installe à Saint-Dizier où il est nommé administrateur du district. Il est le neveu de Philippe Lebon.
Après avoir fait ses humanités, il part à Paris pour faire ses études de droit.
Il se fait inscrire au barreau des avocats à Paris, en 1814. Il est apprécié comme avocat consultant. Il a été avocat de la liste civile avant 1830. En 1850, ses confrères l'ont élu bâtonnier. Il est nommé chevalier de la Légion d'honneur la même année.

## Publications
- Barreau de Paris. Discours prononcé, le 7 décembre 1850, à la séance d'ouverture des conférences de l'Ordre des avocats, Paris, imprimerie de Simonet-Delaguette, 1850
- Discours prononcé, le 29 novembre 1851, à la séance d'ouverture des conférences de l'Ordre des avocats, Paris, imprimerie de Simonet-Delaguette, 1851 (lire en ligne)
- Traité de la législation des cultes et spécialement du culte catholique, ou de l'Origine, du développement et de l'état actuel du droit ecclésiastique en France, Paris, Librairie de jurisprudence de Durand, Librairie ecclésiastique Louis Vivès, Troyes, Anner-André , 1854 tome 1(lire en ligne), tome 2(lire en ligne), tome 3(lire en ligne)
- Notice sur l'invention de l'éclairage par le gaz hydrogène carboné et sur Philippe Lebon d'Humbersin, Saint-Dizier, typographie Hennuyer, 1856 (lire en ligne)
- Traité du domaine comprenant le domaine public, le domaine de l'État, le domaine de la couronne, le domaine public municipal, le domaine privé des communes, le domaine départemental, suivi d'un appendice contenant les Lois ou extraits de lois principales sur les diverses natures de domaines, Paris, Auguste Durand libraire, 1862 tome 1 (lire en ligne), tome 2 (lire en ligne), tome 3 (lire en ligne)
- Histoire du barreau de Paris depuis son origine jusqu'à 1830, Paris, Auguste Durand libraire, 1864, 2 vol.,tome 1(lire en ligne), tome 2(lire en ligne)